# Schildberg (Rheinhessen)
Der Schildberg in Rheinhessen nördlich von Sulzheim im rheinland-pfälzischen Landkreis Alzey-Worms ist eine 209,6 m ü. NHN hohe Erhebung des Rheinhessischen Hügellandes. Am Berg wird Weinbau betrieben und es gibt von seinem Gipfel mit einem kleinen Aussichtsturm einen weiten Blick über das Rheinhessische Hügelland.

## Geographie

### Lage
Der Berg liegt auf der Gemarkung der Gemeinde Sulzheim. Der Berg erhebt sich nördlich der Wohnbebauung der Gemeinde. Im Norden in Richtung nach Vendersheim und im Westen in Richtung von Gau-Weinheim liegt die etwa 50 Meter tiefer gelegene Ebene des Vendersheimer Baches. Nach Süden hin befindet sich in Richtung Wörrstadt und Spiesheim ein bis 250 Meter reichender Höhenzug. Im Westen und Norden wird der Berg vom Tal des Sulzheimer Baches begrenzt, der nördlich des Berges in der Gemeindeweide entspringt. Im Süden fließt an der Bebauungsgrenze von Sulzheim der Schildbach, der nordwestlich der Gemeinde in den Sulzheimer Bach mündet. Im Osten geht der Berg in den etwas niedrigeren Sülzenberg über, der im Norden zum Saulheimer Bach und im Osten zum Mühlbach abfällt.

### Naturräumliche Zuordnung
Der Schildberg liegt in der naturräumlichen Haupteinheitengruppe Nördliches Oberrheintiefland (Nr. 22), in der Haupteinheit Rheinhessisches Tafel- und Hügelland (227) und in der Untereinheit Nördliches Tafelland (227.1) an der Grenze der Rheinhessischen Randstufe (227.10) und des Westplateaus (227.11).

## Weinbau
Am Gipfel sowie am Ost- und Südhang wird Weinbau betrieben. Die Weinhänge gehören zur Weinlage Sulzheimer Schildberg, die wiederum Teil der Großlage Adelberg ist.

## Tourismus
Über den Berg führt der Rheinhessische Jakobsweg. Im Gipfelbereich  befindet sich ein kleiner Aussichtsturm. Der Schildbergturm wurde 2010 vom Förderverein Treff am Schildberg e.V. errichtet, dessen Farbgestaltung vom deutschen Künstler und Farbphilosophen Friedrich-Ernst von Garnier ausgeführt wurde. Auch unter dem Motto Wenn die Fahne auf dem Schildberg weht, immer guter Wein dort steht finden regelmäßig Veranstaltungen am Turm statt.